# Besthmen
Besthmen (52° 30′ N, 6° 26′ L) is a hamlet in the dos Países Baixos, na província de Overijssel. Besthmen pertence ao município de Ommen, e está situada a 22 km, a leste de Zwolle.